# Баргилия
Барги́лия (греч. Βαργύλια) — античный город в Карии на полуострове Малой Азии. Находился на побережье бухты Гюллюк (Асын) в Иасийском заливе (ныне — залив Мандалья) между Миндом и Иасосом. По преданию основан Беллерофонтом и назван в честь воина и друга Баргила, который вместе с Беллерофонтом сражался с Химерой и погиб под копытами Пегаса.
С V века до н. э. входил в первый Афинский морской союз. В 334 году до н. э. Александр Македонский завоевал Карию. После его смерти город был под контролем Лисимаха, а после убийства Лисимаха — под контролем Селевка I Никатора и основанного им государства Селевкидов. В ходе Критской войны в 201 году до н. э. был захвачен Филиппом V Македонским. Филипп V зимовал в городе, который осаждал флот Пергама и Родоса. После поражения Филиппа V Македонского в битве при Киноскефалах в 197 году до н. э. римляне освободили город. В 190 году до н. э. Антиох III Великий проиграл битву при Магнезии, Кария была разделена между Пергамским царством и Родосом, Баргилия перешла к Родосу. В 129 году до н. э. Баргилия вошла в римскую провинцию Азия.
Страбон пишет о находившемся рядом святилище Артемиды Киндиады.
В настоящее время рядом с руинами Баргилии находится турецкий город Богазичи в районе Миляс в иле Мугла.

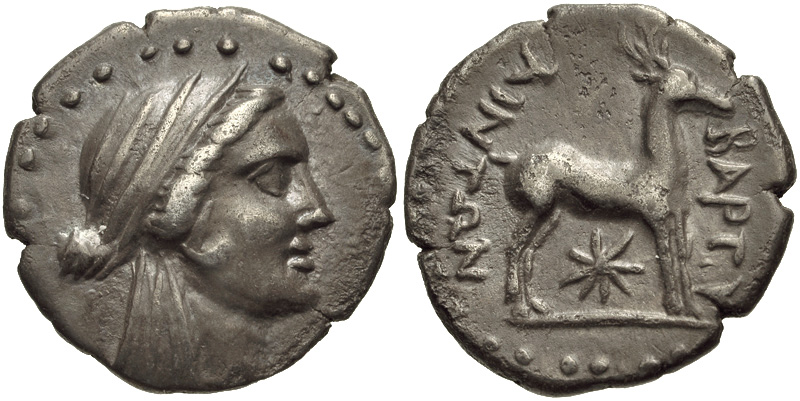
Драхма из Баргилии, II—I век до н. э.
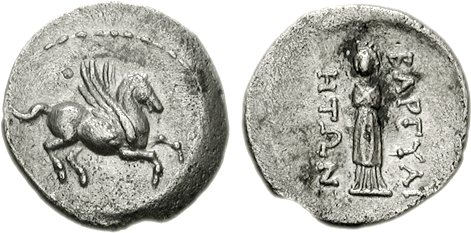
Гемидрахма из Баргилии, II—I век до н. э.
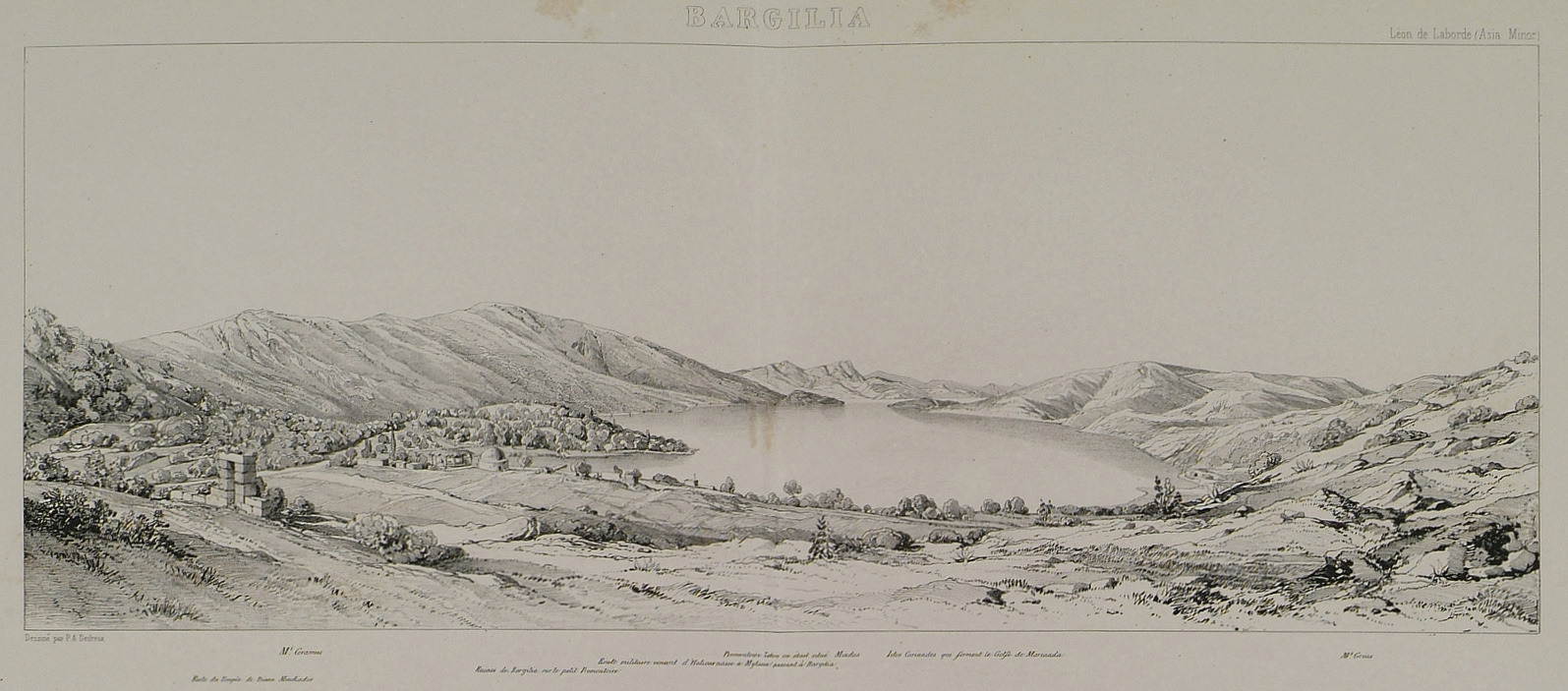
Рисунок Леона Делаборда, 1836 год
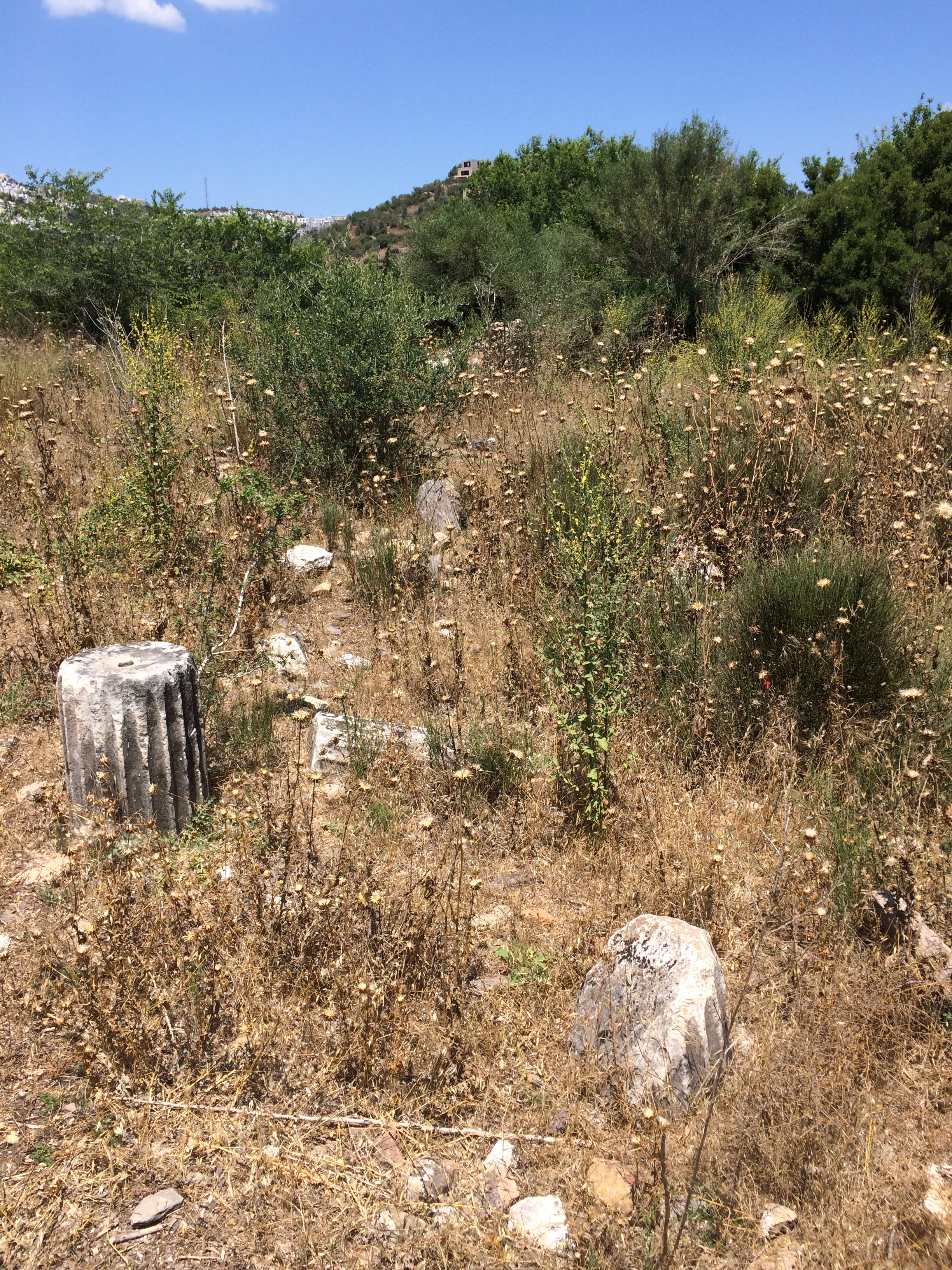
Руины Баргилии